# Kamehameha (travhäst)
Kamehameha, född 18 mars 2020, är en fransk varmblodig travhäst. Han tränas av Tomas Malmqvist och körs antagligen Éric Raffin eller Björn Goop.
Kamehameha började tävla i juli 2022 och inledde med en vinst innan han blev femma i karriärens andra start. Han har till juni 2023 sprungit in 212 250 euro på 13 starter, varav 4 segrar och 4 andraplatser. Han har tagit karriärens hittills största seger i Prix Emmanuel Margouty (2022). Han har även vunnit Prix Timoko (2022) samt kommit på andraplats i Prix Louis Cauchois (2022), Prix Maurice de Gheest (2023) och Critérium des Jeunes (2023).

## Statistik
| Statistik för Kamehameha (Ref.) | Statistik för Kamehameha (Ref.) | Statistik för Kamehameha (Ref.) | Statistik för Kamehameha (Ref.) | Statistik för Kamehameha (Ref.) | Statistik för Kamehameha (Ref.) |
| ------------------------------- | ------------------------------- | ------------------------------- | ------------------------------- | ------------------------------- | ------------------------------- |
| Starter                         | Placeringar                     | Startprissumma                  | Segerprocent                    | Platsprocent                    | Rekord                          |
| 13                              | 4-4-0                           | 214 250 euro                    | 31 %                            | 62 %                            | 1.12,9ak,                       |

### Större segrar
| År   | Lopp                   | Kusk        | Vinstbelopp | Grupp   |
| ---- | ---------------------- | ----------- | ----------- | ------- |
| 2022 | Prix Timoko            | Éric Raffin | 27 000 EUR  | Grupp 3 |
| 2022 | Prix Emmanuel Margouty | Éric Raffin | 54 000 EUR  | Grupp 2 |

### Starter
| #  | Datum            | Lopp                                   | Bana                | Kusk          | Tid     | Distans | Plac. | Vinstbelopp |
| -- | ---------------- | -------------------------------------- | ------------------- | ------------- | ------- | ------- | ----- | ----------- |
| -  | 11 maj 2022      | Kvallopp                               | Caen                | Cédric Parys  | 1.18,0a | 2 140 m | gdk   | 0 euro      |
| 1  | 10 juli 2022     | Prix Federation Regionale du Sud-Ouest | Beaumont de Lomagne | Cédric Parys  | 1.17,6a | 2550 m  | 1     | 5 400 euro  |
| 2  | 3 augusti 2022   | Prix de Carnac                         | Enghien             | Franck Nivard | 1.18,7a | 2 150 m | 6     | 1 600 euro  |
| 3  | 20 augusti 2022  | Prix du Credit Mutuel Ocean            | Les Sables d'Olonne | Cédric Parys  | 1.15,3a | 2 150 m | 1     | 6 750 euro  |
| 4  | 6 september 2022 | Prix des Geraniums                     | Vincennes           | Cédric Parys  | 1.13,7a | 2 100 m | 2     | 10 500 euro |
| 5  | 4 oktober 2022   | Prix Phaedra                           | Vincennes           | Éric Raffin   | 1.14,5a | 2 175 m | 2     | 12 500 euro |
| 6  | 21 oktober 2022  | Prix Louis Cauchois                    | Vincennes           | Cédric Parys  | 1.15,3a | 2 200 m | 2     | 13 500 euro |
| 7  | 26 november 2022 | Prix Timoko                            | Vincennes           | Éric Raffin   | 1.14,9a | 2 200 m | 1     | 27 000 euro |
| 8  | 17 december 2022 | Prix Emmanuel Margouty                 | Vincennes           | Éric Raffin   | 1.14,8a | 2 700 m | 1     | 54 000 euro |
| 9  | 7 januari 2023   | Prix Maurice de Gheest                 | Vincennes           | Éric Raffin   | 1.13,3a | 2 175 m | 2     | 30 000 euro |
| 10 | 28 januari 2023  | Prix Paul-Viel                         | Vincennes           | Éric Raffin   | 1.14,4a | 2 700 m | 6     | 3 000 euro  |
| 11 | 19 februari 2023 | Critérium des Jeunes                   | Vincennes           | Björn Goop    | 1.12,9a | 2 700 m | 2     | 50 000 euro |
| 12 | 12 maj 2023      | Prix Paul Karle                        | Vincennes           | Éric Raffin   | Da      | 2 700 m | Da    | 0 euro      |
| 13 | 30 maj 2023      | Prix Kalmia                            | Vincennes           | Éric Raffin   | Da      | 2 175 m | Da    | 0 euro      |

## Stamtavla
| Efter Uniclove    | Look de Star   | Coktail Jet       | Quouky Williams   |
| Efter Uniclove    | Look de Star   | Coktail Jet       | Armbro Glamour    |
| Efter Uniclove    | Look de Star   | Corte             | Lurabo            |
| Efter Uniclove    | Look de Star   | Corte             | La Ville Au Clerc |
| Efter Uniclove    | Linda Somolli  | Workaholic        | Speedy Crown      |
| Efter Uniclove    | Linda Somolli  | Workaholic        | Ah So             |
| Efter Uniclove    | Linda Somolli  | Ophelia           | Valmont           |
| Efter Uniclove    | Linda Somolli  | Ophelia           | Etche             |
| Undan Vivolta Jet | Quatre Juillet | Love You          | Coktail Jet       |
| Undan Vivolta Jet | Quatre Juillet | Love You          | Guilty of Love    |
| Undan Vivolta Jet | Quatre Juillet | Hangone           | Workaholic        |
| Undan Vivolta Jet | Quatre Juillet | Hangone           | Rangone           |
| Undan Vivolta Jet | Elite d'Atout  | Sugarcane Hanover | Florida Pro       |
| Undan Vivolta Jet | Elite d'Atout  | Sugarcane Hanover | Sugar Hanover     |
| Undan Vivolta Jet | Elite d'Atout  | Kaline Atout      | Ura               |
| Undan Vivolta Jet | Elite d'Atout  | Kaline Atout      | Sans Atout        |